# 喜士定-日升區
喜士定-日升區是加拿大卑詩省溫哥華的一個社區，位於該市東北角。
喜士定-日升區是溫哥華最古老的社區之一，主要是住宅區，沿喜士定東街（East Hastings Street）以及納奈莫街（Nanaimo Street）、百老匯街（Broadway）、界限街（Boundary Road）及聯福街（Renfrew Street）沿線分佈着密集的商鋪及服務設施。住宅多為獨棟住宅，也有部分多戶住宅。社區有大量的綠地，喜士定以北的地區部分被劃為輕工業區。

## 地理
喜士定-日升區北臨布勒內灣，東臨界限街，南臨百老匯東街，西臨納奈莫街。 （页面存档备份，存于）喜士定街以北的部分，西邊是森林街（Semlin Drive），東邊是聯福街，因其地形而俗稱「圓角」（Round Cape）。它本身就是一個獨特的社區，擁有悠久的定居歷史。

## 外部連結
- Hastings-Sunrise Business Improvement Association website
- Hastings-Sunrise on the City of Vancouver website （页面存档备份，存于）